# Didier Willefert
Didier Willefert (né le 2 août 1964 à Marseille) est un cavalier français de concours complet d'équitation de niveau international. Il est militaire de profession.

## Principaux palmarès

### Jeux olympiques
- 1996 : 9e aux Jeux olympiques d'Atlanta avec Séducteur Biolay*Mil.
- 2000 : 10e par équipe aux Jeux olympiques de Sydney avec Blakring.

### Championnats d'Europe
- 1995 :  Vice-champion d'Europe par équipe à Pratodin del Vivaro avec Séducteur Biolay*Mil.
- 2005 :  Vice-champion d'Europe par équipe et 10e en individuel à Bleinheim avec Escape Lane*Mil

### Championnats de France
- 1995 :  Champion de France de concours complet avec Séducteur Biolay*Mil[2].

Source : Fédération française d'équitation